# Маргарита Назарова (телесериал)
«Маргарита Назарова» —  шестнадцатисерийный  российский телесериал, мелодрама на основе биографии легендарной укротительницы тигров Советского Союза Маргариты Назаровой, рассказывающий о жизни великой советской артистки цирка. Производство кинокомпаний «Пиманов и Партнёры» и «ОДА-Фильм». В главных ролях Ольга Погодина и Андрей Чернышов. Премьера состоялась на Первом канале 18 апреля 2016 года.
Несмотря на близкий к биографии Назаровой сюжет, многие сюжетные линии являются вольным художественным вымыслом.

## Сюжет
Великая Отечественная война. Будучи депортированной с оккупированной территории СССР в Германию юная Маргарита Назарова попадает в публичный дом, откуда её забирает владелец ночного клуба Отто фон Штауб, у которого она работает в варьете.
После окончания войны Назарова устраивается посудомойкой в рижский цирк. Вечера она проводит на манеже, тайно репетируя номер на мотоцикле. Неожиданно судьба даёт ей шанс продемонстрировать своё мастерство зрителю. Дрессировщики Борис Эдер и Константин Константиновский едут в Москву снимать фильм «Укротительница тигров» с участием их тигров, Маргарита тайно садится в тот же поезд. В Москве Константиновский заводит роман с начальником отдела культуры Елизаветой Никитичной.
Информация о Маргарите доходит до руководства страны. В цирк приезжает Никита Хрущёв. Маргарита уезжает в Ленинград, Константин пытается догнать автобус и попадает в аварию, после которой теряет память. Позже у него обнаруживают опухоль головного мозга.
Константин и Маргарита отправляются на гастроли в Баку. В цирке происходит диверсия: кто-то выпускает из клеток тигров, которые нападают на людей.
На международных гастролях хозяин клуба Отто фон Штауб встречает Маргариту Назарову и помогает её мужу лекарствами и врачами. После возвращения в Москву у Марго начинаются неприятности по партийной линии. Её вызывают в КГБ. В стране происходит смена власти — Генеральным секретарём ЦК КПСС становится Леонид Брежнев. Маргарите начинает покровительствовать дочь генсека Галина Брежнева, на одной из встреч в ресторане к ним прибивается командированный молодой Борис Ельцин. За Маргаритой начинает ухаживать генерал, но вскоре Константин и Маргарита решают, что должны быть вместе.
В Риге Константиновский и Назарова посещают гастроли цирка Вальтера Запашного, где у Константина случается приступ. Маргарита уезжает одна на гастроли, где ей сообщают, что муж при смерти, Назарова на военном самолёте срывается к умирающему мужу.

## В главных ролях
- Ольга Погодина — Маргарита Назарова
- Андрей Чернышов — дрессировщик и муж Константин Константиновский
- Николай Добрынин — дрессировщик Борис Эдер, друг семьи
- Алёна Ковалёва — начальник отдела культуры Елизавета Никитична Туркина
- Андрей Егоров — муж Елизаветы Никитичны, Михаил Туркин
- Александр Песков — генерал Кирилл Алексеевич Бортников
- Владимир Качан — директор цирка, Витас Марюсович Карнаускас
- Евгения Соляных — дочь директора цирка, Илзе
- Андрей Леонов — актёр Евгений Леонов
- Валерий Гурьев — Никита Хрущёв
- Дарья Юрская — Галина Брежнева
- Сергей Марухин — молодой Борис Ельцин
- Паоло Контичини[итал.] — Отто фон Штауб
- Яна Гурьянова — Маргоша Назарова в молодости
- Елена Финогеева — Анна, мама Назаровой
- Андрей Гусев — Пётр, отец Назаровой
- Эдгард Запашный — Олег Павлович Ригель, директор цирка
- Аскольд Запашный — телеоператор
- Роман Кириллов — Игорь Кио
- Павел Груненков — Анастас Микоян

## Съёмочная группа
- Алексей Пиманов, Ольга Погодина, Денис Анисимов — генеральные продюсеры
- Эдгард и Аскольд Запашные — режиссёры-дрессировщики
- Константин Максимов — режиссёр-постановщик
- Сергей Козлов — оператор постановщик
- Валерия Байкеева — автор сценария
- Олег Воляндо — композитор

## Награды и номинации
Премия «Золотой орёл»—2017:
- Лучший телевизионный сериал (более 10 серий) — режиссёр: Константин Максимов; продюсеры: Ольга Погодина, Алексей Пиманов (номинация — в числе 16 сериалов[2], шорт-лист — в числе 3 сериалов[3])
- Лучшая женская роль на телевидении — Ольга Погодина (награда)[4][5]

## Критика
- Артисты цирка, Энгелина Рогальская и Михаил Багдасаров, долгое время работавшие с Назаровой, выступили с критикой в адрес сериала, обвинив создателей в бесстыдном перевирании биографии артистки, а именно — публичного дома в немецком плену, работы в Даугавпилсе, романа с итальянцем, знакомства и отношений с Никитой Хрущёвым, образа мужа главной героини. Отказался приезжать на премьеру и сын артистки, Алексей Константиновский[6]. Однако, в Италии объявился немец, который арендовал дом на время. Кажется в фильме романа с итальянцем нет, а с этим немцем во время войны мог быть роман.
- Сюжетная линия с болезнью Константина Константиновского и его смертью достаточно далека от реальности; на самом деле дрессировщик скончался не от тяжёлой болезни, а от травмы,[источник не указан 1479 дней] нанесённой ему тигрицей во время работы[7].